# Nycteris vinsoni
Nycteris vinsoni är en fladdermus i familjen hålnäsor som förekommer i sydöstra Afrika. Populationen infogades tidigare i Nycteris macrotis eller i Nycteris thebaica men sedan 2005 godkänns den av Simmons och IUCN som art. Andra zoologer är avvaktande angående taxonets status på grund av att djurets tragus i örat var missformat på grund av rök och hetta vid upptäckten.
Holotypen var med svans 125 mm lång, hade en 55 mm lång svans, 13 mm långa bakben, 22 mm långa öron och 51 mm långa underarmar. Arten byter troligen pälsfärg under årets lopp från orange till grå.
Arten är bara känd från en mindre region i södra Moçambique vid floden Save. Vid upptäckten hittades bara två individer som vilade i ett apbrödsträd (Adansonia digitata). Landskapet var torr savann. Nära fyndplatsen ligger Zinave nationalpark och kanske lever fler exemplar där. Fyndplatsen var en hålighet i trädet med en diameter på 15 cm.
IUCN listar fladdermusen med kunskapsbrist (DD).